# المسيحية في بروناي

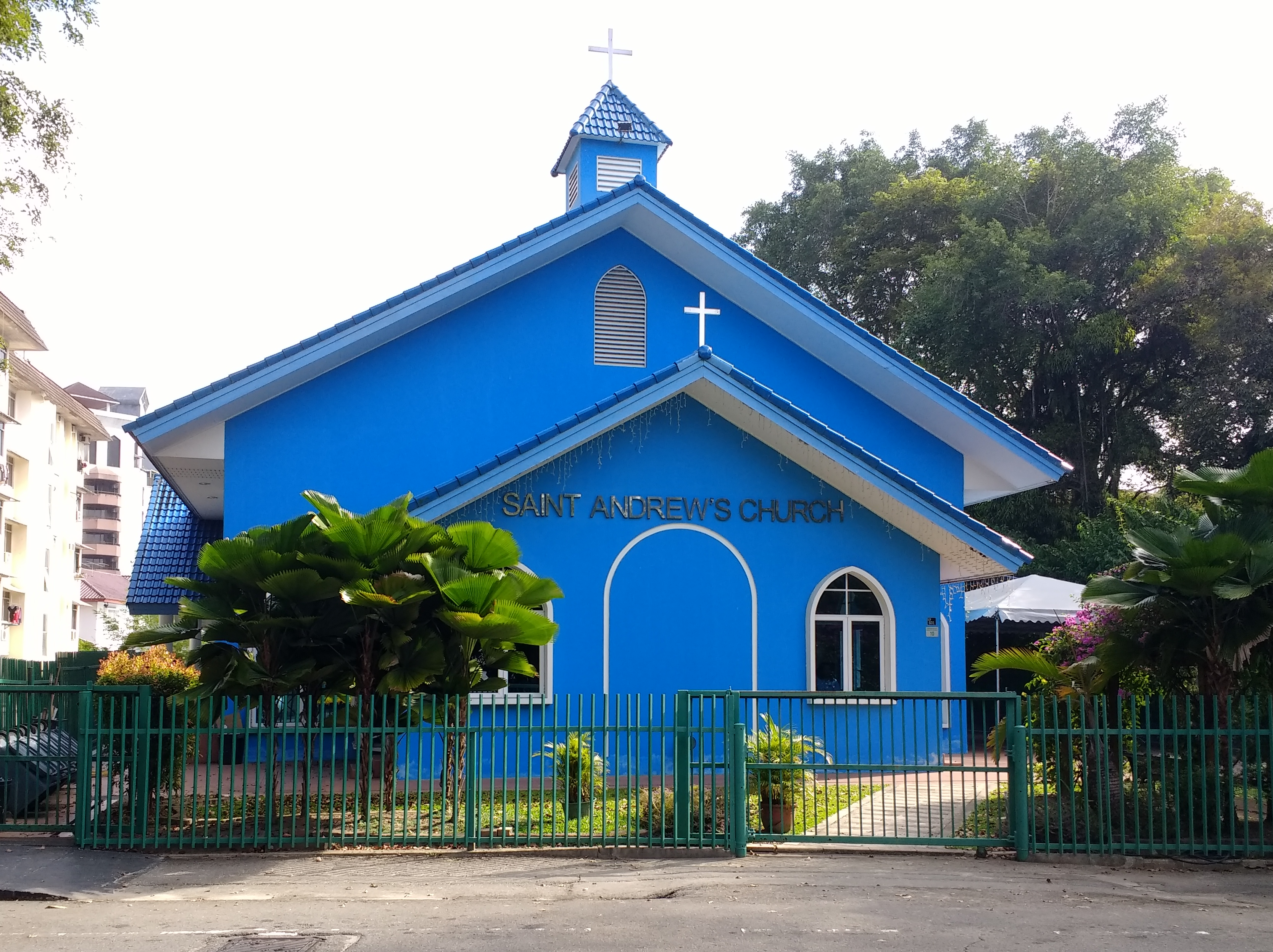
كنيسة القديس أندراوس الأنجليكانية في بندر سري بكاوان.

تُشكل المسيحية في بروناي ثاني أكثر الديانات إنتشاراً بين السكان بعد الإسلام، وهي دين حوالي 10% من سكان بروناي. يُحظر الإتصال مع المسيحيين من بلدان أخرى، واستيراد الكتب المقدسة والاحتفال في عيد الميلاد بشكل عمومي. لا يُسمح للمسيحيين في بروناي بالتبشير. كما ولا يُسمح للمدارس في تعليم الديانة المسيحية. إذا فشلت المنظمات الدينية في التسجيل، يمكن سجن أعضائها. ويحظر تدريس الأديان غير المسلمة في المدارس. ويحظر الزواج بين المسيحيين والمسلمين. المواطينين الذين يغيرون دينهم من الإسلام إلى ديانة آخرى، يخضعون للضغوط اجتماعية ورسمية. أغلب المسلمين المتحولين للمسيحية هم من الإنجيليين ووصلت نسبتهم 0.6% وذلك في عام 1996.
في عام 2015، ومتابعة لحظر عام 2014 حظّر سلطان بروناي حسن البلقية احتفالات عيد الميلاد العامة. وسمح في الاحتفالات الخاصة، طالما كانت سرًا وبعيدة عن المسلمين.

## تاريخ

### العصور المبكرة

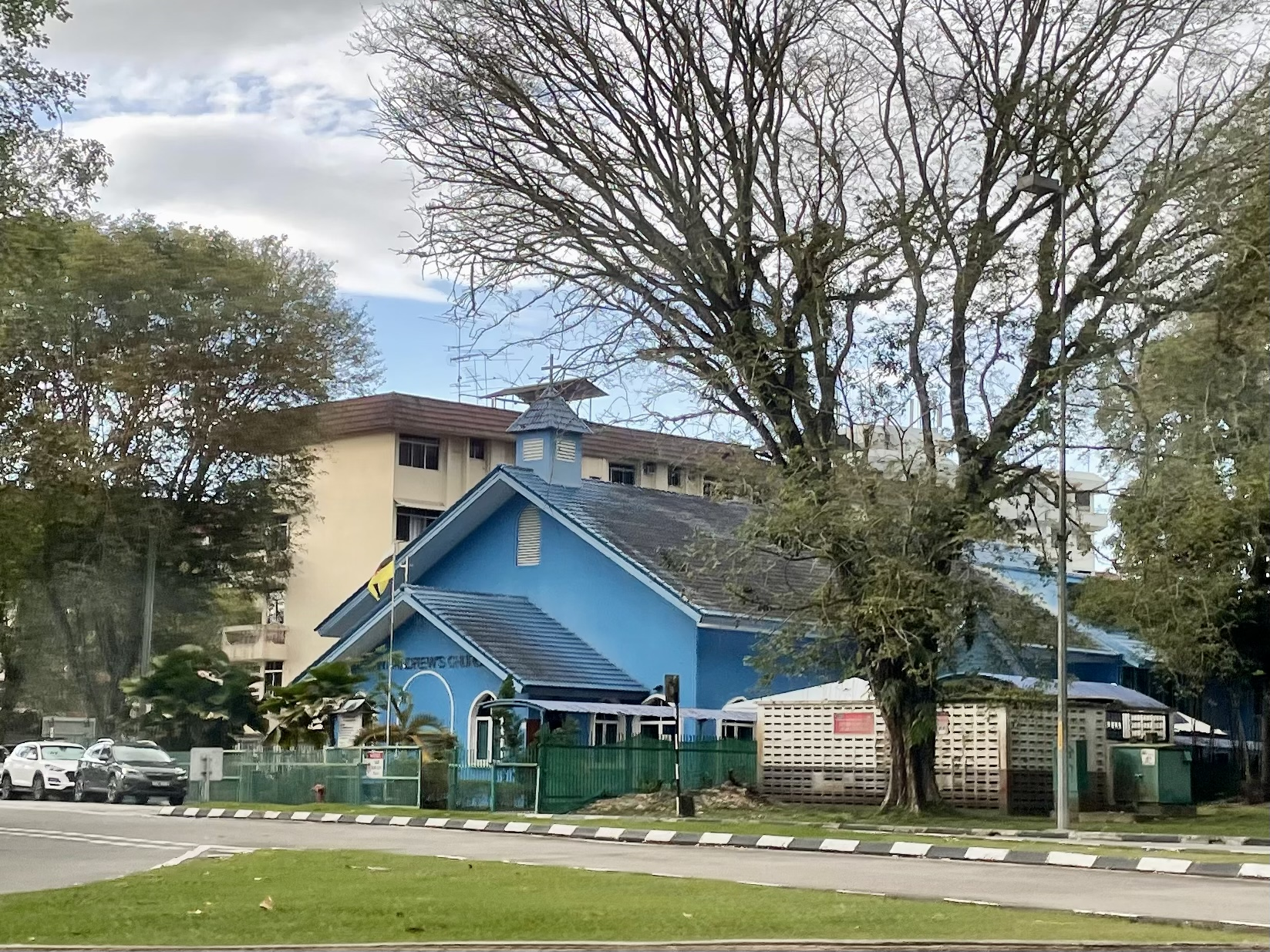
كنيسة القديس أندراوس الأنجليكانية في بندر سري بكاوان.

دخل الإسلام جزيرة بورنيو في القرن الخامس وأصبحت الديانة المهيمنة بحلول القرن الرابع عشر، عندما أصبح ملك بروناي أونج ألك بيتاتار هو مؤسس سلطنة بروناي وأول سلطان عليها، حيث اعتنق الإسلام حينها وتزوج من ابنة ملك جزيرة تيماسيك (سنغافورة القديمة، وتعرف في بروناي في ذلك الوقت باسم جوهر). وبحلول القرن الخامس عشر أصبحت إمبراطورية بروناي دولة إسلامية. وسيطرت على معظم شمال جزيرة بورنيو، وأصبحت محوراً هاماً للنظام التجاري العالمي للشرق وللغرب. وبحلول نهاية القرن السادس عشر، دخلت إمبراطورية بروناي فترة من التراجع الناجم عن الصراع الداخلي على الخلافة الملكية والتوسع الاستعماري من القوى الأوروبية والقرصنة. وفي مواجهة هذه الغزوات من قبل القوى المسيحية الأوروبية، ساعدت الدولة العثمانية سلطنات جنوب شرق آسيا المحاصرة بجعل أتشيه محمية وإرسال بعثات لتعزيز وتدريب وتجهيز المجاهدين المحليين. في مارس عام 1578، وصل أسطول إسباني جديد من المكسيك واستقر في الفلبين، وكان بقيادة دي ساندي، بصفته كابيتان جنرال، ونظم رحلة استكشافية من مانيلا إلى بروناي. وكان التكوين العرقي للجانب المسيحي متنوعًا. خلال عقد 1570 غادرت «بوتري» ابنة السلطان بنغيران سيري ليلا، مع الإسبان وتزوجت لاحقاً من مسيحي تاغالوغي يدعى أغوستين دي ليجازبي دي توندو.
بحلول عام 1800 وصل نفوذ إمبراطورية بروناي إلى سراوق، لكنها فقدت سراوق في عام 1841 بعد ثورة محلية قُمعت بمساعدة البريطانيين، والذين سيطروا على السلطة بعد خمس سنوات؛ وتم تأجير صباح لبريطانيا العظمى في عام 1881 وأصبحت البلاد في النهاية جزءًا من اتحاد ماليزيا. بعد عام 1890 دخل المبشرون من جمعية ميل هيل المنطقة. كانت جهود التبشير الخاصة بهم ناجحة بشكل رئيسي بين السكان الأصليين في المنطقة. في عام 1888، مُنح السلطان، مقابل أراضيه المفقودة، محمية بريطانية تم توسيعها عام 1906. خلال السيطرة البريطانية شجعت السلطات البريطانية التبشير المسيحي، وبُنيت خلال هذه الفترة عدد من الكنائس والمؤسسات المسيحية التعليمية والاجتماعية في البلاد. وفي عام 1959 مُنحت بروناي حُكمًا ذاتيًا داخليًا.

### الاستقلال
في 1 يناير من عام 1984 استقلت سلطنة بروناي عن المملكة المتحدة، في عام 1991، حاول السلطان حسن البلقية والحكومة على إعادة تأكيد التزام البلاد بالإسلام والشريعة الإسلامية من خلال ما يُعرف باسم ملايو اسلام براج، وهي فلسفة وطنية رسمية لبروناي، وتُوصف فلسفة ملايو اسلام براج المعارضة للعلمانية بأنها «مزيج من لغة الملايو وثقافتها وعاداتها وتعليم الشرائع والقيم الإسلامية والنظام الملكي الذي يجب احترامه وممارسته من قبل الجميع». ومع اعتماد هذه الفلسفة مُنع السكان بالإجتفال بعيد الميلاد. وبالإضافة إلى ذلك، لم يُسمح للمدرستين الكاثوليكيتين في البلاد بتدريس أي دين غير الإسلام، كما طُلب منهما تعليم النصوص العربية. بعد عامين من فرض قانون ملايو اسلام براج، أعادت الحكومة تأكيد التزامها بحرية الدين من خلال إعلان كوالالمبور، على الرغم من أن المعتقدات غير المسلمة ظلّت خاصغة للقيود التي تفرضها الشريعة الإسلامية. بحلول عام 2000، كانت بروناي تحتوي على ثلاث رعايا كاثوليكية، ويُنظر إلى تعيين أول محافظة رسولية في بروناي من قبل الجمعيات الحقوقية على أنها خطوة نحو نهج أكثر اعتدالًا فيما يتعلق بحريات الأديان غير المسلمة في البلاد. في عام 2010 كانت المسيحية ثاني أكثر الديانات إنتشاراً بين السكان بعد الإسلام، وشكل المسيحيين حوالي 10% من السكان، تنتشر المسيحية في المقام الأول بين الأقلية الصينية حيث يُشكل أتباع الديانة المسيحية حوالي 20% من مجمل المواطنين من أصول صينية، وبين الأقليات العرقية مثل شعب دوسون وإيبان وميلاناو.

## الطوائف المسيحية

### الكاثوليكية

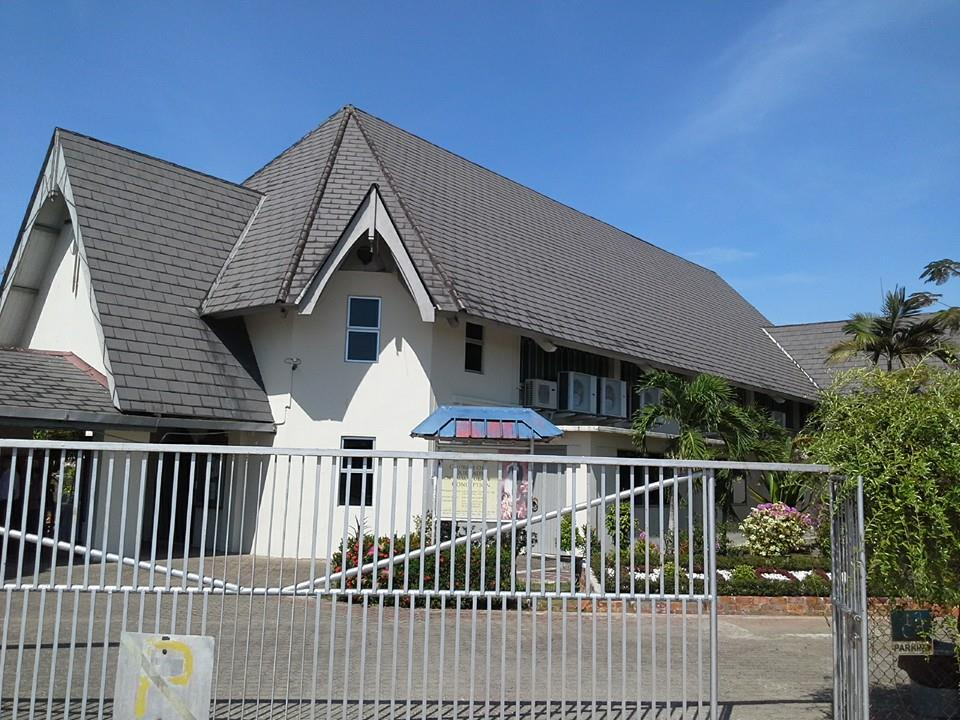
كنيسة كاثوليكية في بلدة سريا ببروناي.

وفقاً لتقديرات مركز بيو للأبحاث عام 2010 يُشكل أتباع الكنيسة الرومانية الكاثوليكية كبرى الطوائف المسيحيَّة في السلطنة، وبحسب الدراسة تصل نسبة الكاثوليك إلى حوالي 5.0% أي 20,000 شخص، ويشكلون أكثر من نصف المسيحيين في البلاد. هناك ثلاثة أبرشيات رومانية كاثوليكية في بروناي، وينتمون إلى النيابة الرسولية في بروناي. القس كورنيليوس سيم هو المطران والنائب الرسولي في بروناي، وعيّن في عام 2005 في مرتبة أسقف.
تشير الوثائق التاريخيَّة إلى وصول أول بعثة تبشيرية كاثوليكية إلى بروناي من قبل الرهبان الفرنسيسكان في عام 1587. وتعود جذور الجالية الكاثوليكية الأولى في البلاد إلى البعثات التبشيرية لجمعية القديس جوزيف. وترجع أصول العديد من السكان الرومان الكاثوليك في بروناي إلى تأثير المبشرين الأسبان القادمين بشكل رئيسي من الفلبين المجاورة، والذين قاموا بتحويل شعب الكادازين في صباح إلى المذهب الكاثوليكي. على مر السنين، كانت الكنيسة المحلية تُدار من قبل السلطات الكنسية المختلفة المتمركزة في لابوان وجيسلتون وكوتشينغ وميري، وهي مدن تقع في ماليزيا المجاورة.
تم تسجيل أول سجل للنيابة في عام 1927 عندما تم تضمين بروناي في المقاطعة الرسولية في شمال بورنيو، والتي عملت حتى عام 1936، عندما تم إنشاء كنيسة في كوالا بيليت. وفي 14 فبراير من عام 1952، تم اقتطاع المنطقة عن النيابة الرسولية في جيسلتون لتُضم إلى النيابة الرسولية في كوتشينغ. أدَّى فصل الأراضي البرونية سابقًا تحت أبرشية ميري - بروناي (والمعروفة الآن باسم أبرشية ميري) إلى إنشاء كنيسة برونية متميزة. وتم تعيين هذه المنطقة المنفصلة كمحافظة رسولية في نوفمبر من عام 1997، وتم تعيين كورنيليوس سيم كأول محافظ رسولي. وفي 20 أكتوبر من عام 2004 ارتقت المحافظة الرسولية إلى رتبة نيابة رسوليَّة.

### البروتستانية
وفقاً لتقديرات مركز بيو للأبحاث عام 2010 يُشكل أتباع الكنائس البروتستانيَّة ثاني كبرى الطوائف المسيحيَّة في السلطنة، وبحسب الدراسة تصل نسبة البروتستانت إلى حوالي 4.4% من مجمل السكان، ويشكلون أقل من نصف المسيحيين في البلاد. أكبر الكنائس البروتستانتية هي الإنجيلية والميثودية. في عام 1996 وصلت نسبة البروتستانت في بروناي إلى حوالي 1.3% من مجمل سكان البلاد، وشكلَّ الإنجيليين حوالي 0.6% من مجمل السكان. هناك حضور أيضًا لكنيسة برونيو الإنجيلية، والكنائس الكوريَّة، والأدفنتست والكنيسة الأنجليكانية.

## الوضع القانوني

### الحرية الدينية
يُحظر الإتصال مع المسيحيين من بلدان أخرى، واستيراد الكتب المقدسة والاحتفال في عيد الميلاد بشكل عمومي. لا يُسمح للمسيحيين في بروناي بالتبشير. كما ولا يُسمح للمدارس في تعليم الديانة المسيحية. إذا فشلت المنظمات الدينية في التسجيل، يمكن سجن أعضائها. ويُحظر تدريس الأديان غير المسلمة في المدارس. ويحظر الزواج بين المسيحيين والمسلمين. المواطينين الذين يغيرون دينهم من الإسلام إلى ديانة آخرى، يخضعون للضغوط اجتماعية ورسمية. بروناي هي أحدث دولة إسلامية تسن قانونًا يجعل الردة جريمة يعاقب عليها القانون بالإعدام. في عام 2013، سنت البلاد قانون العقوبات الشرعي، حيث نصت المادة 112 (1) من القانون الجديد على أنَّ المسلم الذي يعلن عن نفسه بأنه غير مسلم يرتكب جريمة يُعاقب عليها بالإعدام أو بالسجن لمدة لا تزيد عن ثلاثين عامًا، اعتمادًا على الأدلة. وكان من المقرر تطبيق قانون الردة الجديد والعقوبة البدنية اعتبارًا من أكتوبر عام 2014، بينما كان من المقرر فرض عقوبة الإعدام اعتبارًا من أكتوبر عام 2015.
في عام 2015، ومتابعة لحظر عام 2014 حظّر سلطان بروناي حسن البلقية احتفالات عيد الميلاد العامة. وسمح في الاحتفالات الخاصة، طالما كانت سرًا وبعيدة عن المسلمين.